# Zentrale Fachbibliotheken
Die Zentralen Fachbibliotheken sind drei Fachbibliotheken in Deutschland, die der überregionalen Literatur- und Informationsversorgung für den hochspezialisierten Bedarf von Wissenschaft und Forschung dienen. Sie sammeln möglichst vollständig die Publikationen im In- und Ausland einschließlich der sogenannten grauen Literatur zu ihrem Fachgebiet. Diese erschließen sie und stellen sie per Fernleihe und elektronischem Dokumentenlieferdienst zur Verfügung.
In Deutschland gibt es zurzeit drei Zentrale Fachbibliotheken:
- Die Deutsche Zentralbibliothek für Medizin (ZB MED) in Köln und Bonn für Humanmedizin, Gesundheitswesen, Landwirtschaft, Ernährungs-, Haushalts- und Lebensmittelwissenschaften sowie Umweltwissenschaften
- Die Deutsche Zentralbibliothek für Wirtschaftswissenschaften (ZBW) ist nach eigenen Angaben weltweit die größte Fachbibliothek für wirtschaftswissenschaftliche Literatur. Sie ist neben Kiel auch mit einem Standort in Hamburg vertreten.
- Die Technische Informationsbibliothek (TIB) in Hannover für Technik sowie Architektur, Chemie, Informatik, Mathematik und Physik.

Sie bilden seit 2009 Goportis – Leibniz-Bibliotheksverbund Forschungsinformation (Goportis).
Die ehemalige Deutsche Zentralbibliothek für Landbauwissenschaft (ZBL) in Bonn für Landwirtschaft, Ernährungs-, Haushalts- und Lebensmittelwissenschaften, Bio- und Gentechnologie sowie Umweltwissenschaften ist seit dem 1. Januar 2001 der ZB MED als Bereichsbibliothek angegliedert und räumlich sowie organisatorisch mit der Abteilungsbibliothek für Medizin, Naturwissenschaften und Landbau der Universitäts- und Landesbibliothek Bonn verbunden.

## Einordnung in das Bibliothekswesen
Die Zentralen Fachbibliotheken zählen zu den Spezialbibliotheken, da sie ein bestimmtes, ausgedehntes Sammelgebiet betreuen. Allerdings bilden sie innerhalb der Spezialbibliotheken eine Sondergruppe. Sie dienen nicht einer einzelnen Institution, sondern der überregionalen Literatur- und Informationsversorgung. Aus diesem Grund werden sie in dem bibliothekarischen Planungs- und Strukturpapier Bibliotheken ’93 zur vierten und höchsten Funktionsstufe, dem „Hochspezialisierten Bedarf“, gerechnet.

## Entstehung der Zentralen Fachbibliotheken
Nach dem Zweiten Weltkrieg steigerte sich der Bedarf der Wirtschaft und Industrie, aber auch der Forschung und Wissenschaft an schnellen, aktuellen und zuverlässigen Informationen, vor allem in den angewandten Wissenschaften. Es wurde zunehmend von Bedeutung, nationale und internationale graue Literatur und ausländische Fachzeitschriften zur Kenntnis zu nehmen. Diese Sonderstellung naturwissenschaftlich-technischer Fachgebiete für den Fortschritt der Industrieländer zeigte sich international und wurde auch in Bezug auf die Literaturversorgung in diesen Bereichen vielfach diskutiert.
Die bestehenden Bibliotheken konnten – auch dies eine weitgehend analoge Erscheinung der „entwickelten Länder“ – diesen Bedarf nicht befriedigen: Die großen Staatsbibliotheken wie auch die Universitätsbibliotheken sammelten vom Prinzip her zwar universal, hatten ihre Schwerpunkte aber in den Geisteswissenschaften. Die Lösung wurde in einer gewissen Verselbstständigung der Literaturversorgung für die naturwissenschaftlich-technischen Fachgebiete gesehen: institutionalisiert entweder als verhältnismäßig selbstständige Abteilungen einer Nationalbibliothek (die sich später häufig gänzlich abspalteten; National Library of Medicine und National Agricultural Library, beide USA) oder als eigenständige nationale Zentrale Fachbibliotheken.
In Deutschland wurde auf Initiative und mit Unterstützung der Deutschen Forschungsgemeinschaft (DFG) ein System Zentraler Fachbibliotheken entwickelt. Dabei ist nur die Technische Informationsbibliothek (TIB) eine Neugründung (1959), die allerdings auch an eine bestehende Universitätsbibliothek – die der heutigen Leibniz Universität Hannover – angeschlossen wurde. Die anderen Zentralen Fachbibliotheken haben zuvor bereits als Bibliothek existiert – wenn auch in bescheidenerem Maßstab – als Abteilung einer Hochschulbibliothek (Bonn, Köln) oder als Institutsbibliothek/Spezialbibliothek einer Hochschule (Kiel), bevor ihnen die Funktion als Zentrale Fachbibliothek für ihr Gebiet übertragen wurde (ZBL 1962, ZBW 1966, ZB MED 1969). In den ersten Jahren wurden die Mittel für den Bestandsaufbau in großem Maße von der Deutschen Forschungsgemeinschaft zur Verfügung gestellt.

## Aufgaben
„Die Zentralen Fachbibliotheken sammeln die inländische und ausländische Literatur ihrer Fächer in größtmöglicher Vollständigkeit...“ (vgl. Hacker, Rupert: Bibliothekarisches Grundwissen. 7. Aufl., 2000, S. 28) und stellen sie für die überregionale Literaturversorgung zur Verfügung. Sie tragen somit dazu bei, die nationalbibliothekarische Aufgabe gemäß dem Konzept der verteilten Nationalbibliothek mit zu erfüllen.
Als Mitglieder der Leibniz-Gemeinschaft betreiben sie den März 2009 gegründeten Leibniz-Bibliotheksverbund Forschungsinformation (Goportis).

### Benutzung
Da die Bestände der Zentralen Fachbibliotheken für alle Nutzer im Bundesgebiet und auch für diejenigen aus dem Ausland wichtig sind, ist die Literatur kaum zur Präsenznutzung vorgesehen wie oft bei herkömmlichen Spezialbibliotheken. Vor allem der Leihverkehr und die Dokumentlieferung spielen eine große Rolle. Hier hatten die Zentralen Fachbibliotheken von Anfang an eine Sonderstellung, weil die Benutzer sich direkt an die jeweilige Bibliothek wenden konnten. Die Bibliotheken betreiben das Internetportal Goportis für eine übergreifende Bestandsrecherche mit Dokumentlieferdienst in den Fachportalen der Partner: EconBiz (Wirtschaftswissenschaften), TIB-Portal (technische Wissenschaften), MEDPILOT (Medizin und Gesundheit), GREENPILOT (Agrar- und Umweltwissenschaften).

### Erwerbungspolitik
Die Erwerbung hängt mit dem überregionalen Erwerbungsprogramm zusammen und ist fachlich auf den Verteilungsplan der Sondersammelgebiete abgestimmt.
Bedeutend ist die Sammlung hochspezialisierter, schwer beschaffbarer und fremdsprachiger Literatur im jeweiligen Fachgebiet. Als Publikationsformen spielen Zeitschriften und die nicht-konventionelle, außerhalb des Buchhandels erschienene Literatur eine große Rolle. Zur sogenannten grauen Literatur gehören unter anderem Publikationen von Behörden, Organisationen, Regierungsstellen (zum Beispiel Amtliche Druckschriften, Haushaltspläne, Jahresberichte, Statistiken), von Forschungseinrichtungen (zum Beispiel Reports, Tagungsberichte), von Hochschulen (Dissertationen, Lehrmaterialien) und von Firmen, Banken, Vereinen, Parteien (zum Beispiel Geschäftsberichte, Protokolle, Bilanzen).
Um an diese Materialien zu kommen, gibt es die Möglichkeit zum wissenschaftlichen Schriftentausch, zum Beispiel von Dissertationen. Auch Mitgliedschaften bei Institutionen und dem damit verbundenen Direktbezug von Veröffentlichungen sowie persönliche Kontakte der Bibliotheksmitarbeiter mit Stellen im In- und Ausland helfen bei der Erwerbung von Literatur, die nicht im Buchhandel zu beziehen ist.

### Erschließung
Die Literatur wird durch spezielle Informationsdienste und Informationsmittel erschlossen. Dabei hängt es jeweils von den Gegebenheiten des Fachgebiets ab, nach welchen Prinzipien und wie ausführlich ein Sachkatalog gepflegt wird. Eine wichtige Hilfe ist auch der Nachweis von Übersetzungen bei sprachlich schwer zugänglichen Texten. Außerdem spielt die Erschließung von Kongressberichten sowie von Artikeln/Aufsätzen aus Zeitschriften und anderen Reihen eine große Rolle.

## Träger und Finanzierung
1975 wurde die „Rahmenvereinbarung zwischen Bund und Ländern über die gemeinsame Förderung der Forschung nach Art. 91b des Grundgesetzes“ erstellt, die auch als „Rahmenvereinbarung Forschungsförderung“ bezeichnet wird. Sie umfasst nicht nur Einrichtungen der Forschung selbst, sondern auch solche mit Servicefunktion für die Forschung.
1988 hat der Wissenschaftsrat in seiner „Stellungnahme zu den Zentralen Fachbibliotheken“ festgestellt: „Die Tätigkeit der Zentralen Fachbibliotheken ist von überregionaler Bedeutung und von großem gesamtstaatlichem wissenschaftspolitischem Interesse im Sinne der Kriterien für die gemeinsame Förderung durch Bund und Länder.“
Auf dieser Grundlage werden die Zentralen Fachbibliotheken von Bund und Ländern gemeinsam aus Mitteln gefördert, die für überregionale, gesamtstaatliche Aufgaben zur Verfügung stehen. Das Verhältnis beträgt 30:70 (Bund:Länder).
Diese gemeinsam finanzierten Institutionen – die sogenannten Einrichtungen der Leibniz-Gemeinschaft, auch „Blaue-Liste-Einrichtungen“ – werden in regelmäßigen Abständen durch den Wissenschaftsrat bzw. den Senat der Leibniz-Gemeinschaft evaluiert (bewertet). Daraufhin entscheidet sich, ob sie weiterhin förderungswürdig sind oder nicht. Diese Evaluierung fiel zum Beispiel bei der Deutschen Zentralbibliothek für Landbauwissenschaften in Bonn negativ aus (1998), so dass es nur noch drei statt ehemals vier Zentrale Fachbibliotheken gibt.

## Aktuelle Entwicklungen

### Rechtsstreitigkeiten mit Verlagen
Aufgrund von Urheberrechtsproblemen und Musterprozessen der Verlage können die Zentralen Fachbibliotheken derzeit einen Teil ihrer Dienstleistungen nur eingeschränkt anbieten: Die Dokumentlieferungen ins nicht-deutschsprachige Ausland mussten vorerst gestoppt werden. Auslöser war eine Klage mehrerer großer Verlage, die durch die Kopienlieferungen der Bibliotheken erhebliche Umsatzeinbußen befürchteten.

### Open Access
Dadurch, dass immer neue Zeitschriften erscheinen, aber zugleich die Verteuerungsrate enorm hoch ist, müssen Bibliotheken mehr und mehr Abonnements kündigen (siehe Zeitschriftenkrise). Die so entstehenden Nachteile für die Informationsversorgung sollen durch Open Access aufgefangen werden.
Die großen Wissenschaftsorganisationen unterzeichneten deshalb 2004 die „Berliner Erklärung über offenen Zugang zu wissenschaftlichem Wissen“.
Mit verschiedenen Projekten geben unter anderem die Bibliotheken den Wissenschaftlern die Möglichkeit, ihre Forschungsergebnisse „open access“ zu veröffentlichen und der Allgemeinheit frei zur Verfügung zu stellen. So zum Beispiel die Deutsche Zentralbibliothek für Medizin mit ihrem Projekt German Medical Science.